# JaAZ-200
Der JaAZ-200 (russisch ЯАЗ-200, deutsche Transkription JaAS-200) war ein schwerer zweiachsiger Lastkraftwagen aus dem sowjetischen Jaroslawski Awtomobilny Sawod (kurz JaAZ). Er war der erste schwere sowjetische Lkw nach dem Krieg und wurde von 1947 bis 1951 in Serie gebaut. Anschließend wurde die Produktion an das Minski Awtomobilny Sawod abgegeben, wo das Fahrzeug, zunächst nahezu identisch, als MAZ-200 noch bis 1966 gefertigt wurde.
Der JaAZ-200 war Grundlage für eine ganze Reihe von Lastwagen von JaAZ, darunter auch für den dreiachsigen JaAZ-210, und der erste in Serie hergestellte Lkw mit Dieselmotor aus der Sowjetunion. Obwohl nur etwa 1800 Exemplare gebaut wurden, hatte die Konstruktion Einfluss auf viele spätere Modelle verschiedener Hersteller, auch noch lange nach Ende der Produktion in Jaroslawl.

## Fahrzeuggeschichte

Frontansicht des Modells mit Kühlergrill mit waagerechten Streben und dem Jaroslawler Bären als Kühlerfigur

Fahrerseite mit Ersatzrad unter der Ladefläche

Beifahrerseite mit Tank

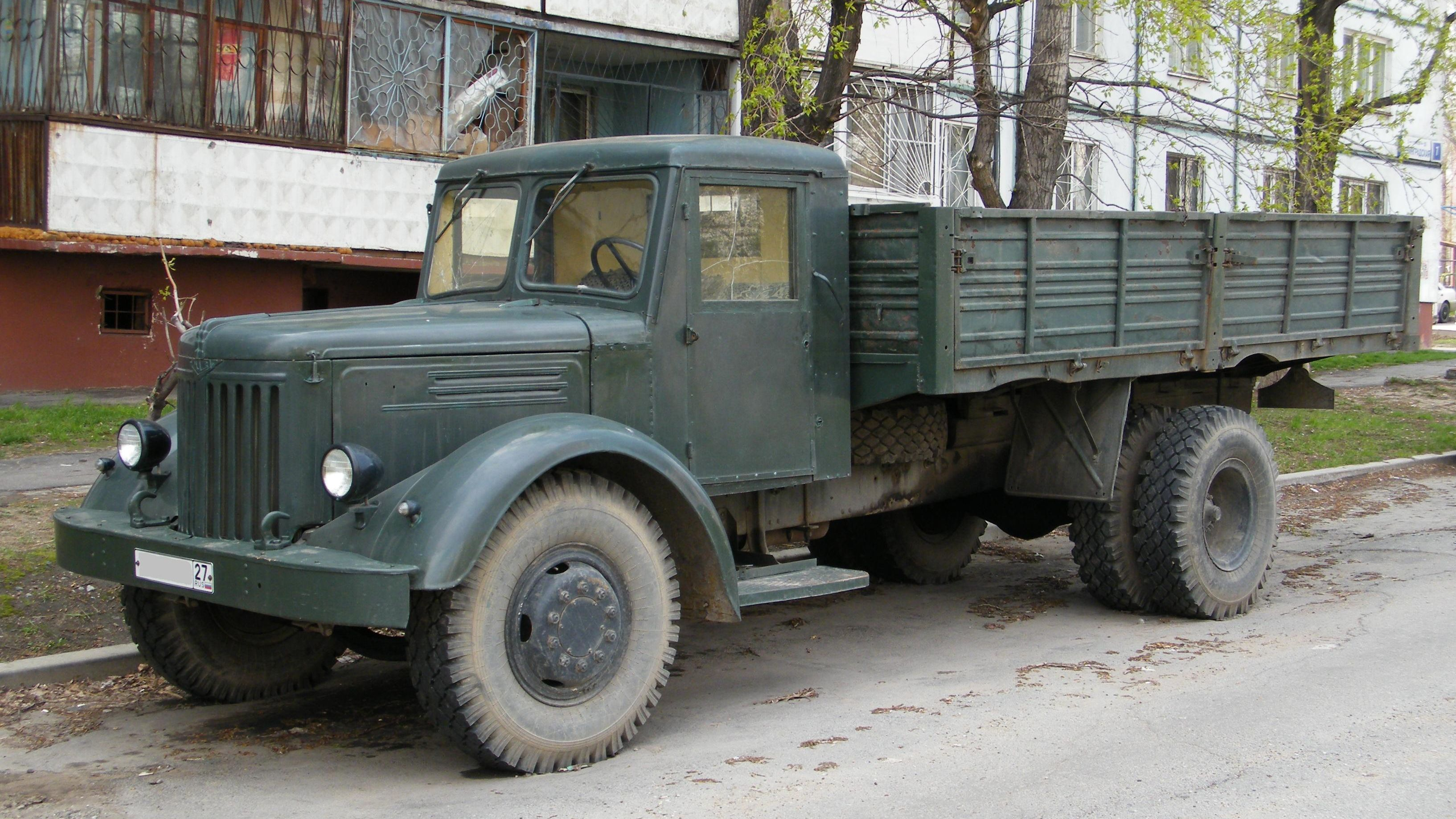
Ein MAZ-200 aus der Minsker Fertigung, optisch bis auf Kühlergrill und Kühlerfigur baugleich (2012)

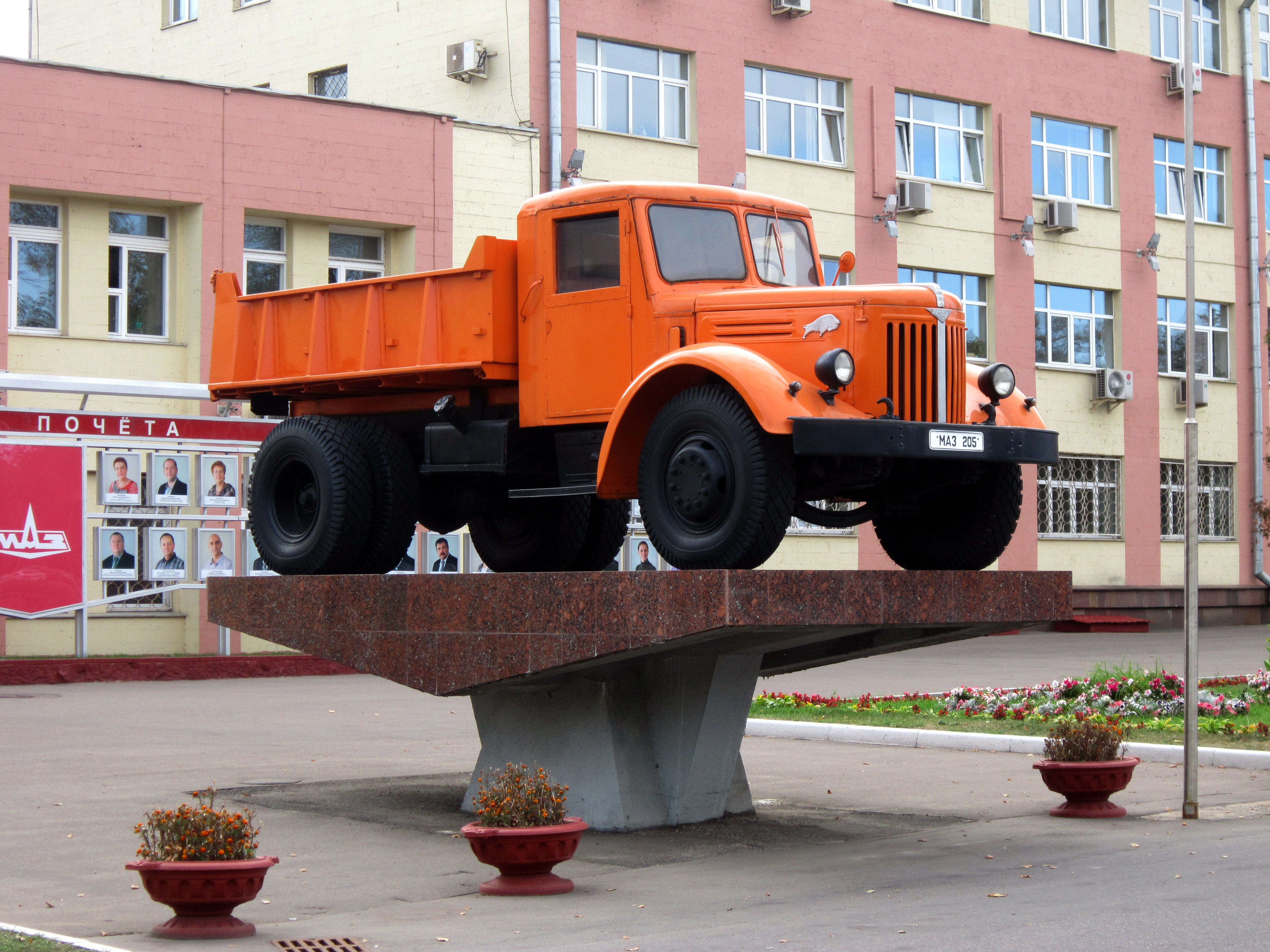
Restaurierter MAZ-205 vor dem Herstellerwerk in Minsk. Bis auf Embleme und Grill baugleich zu den ersten JaAZ-205 (2015)

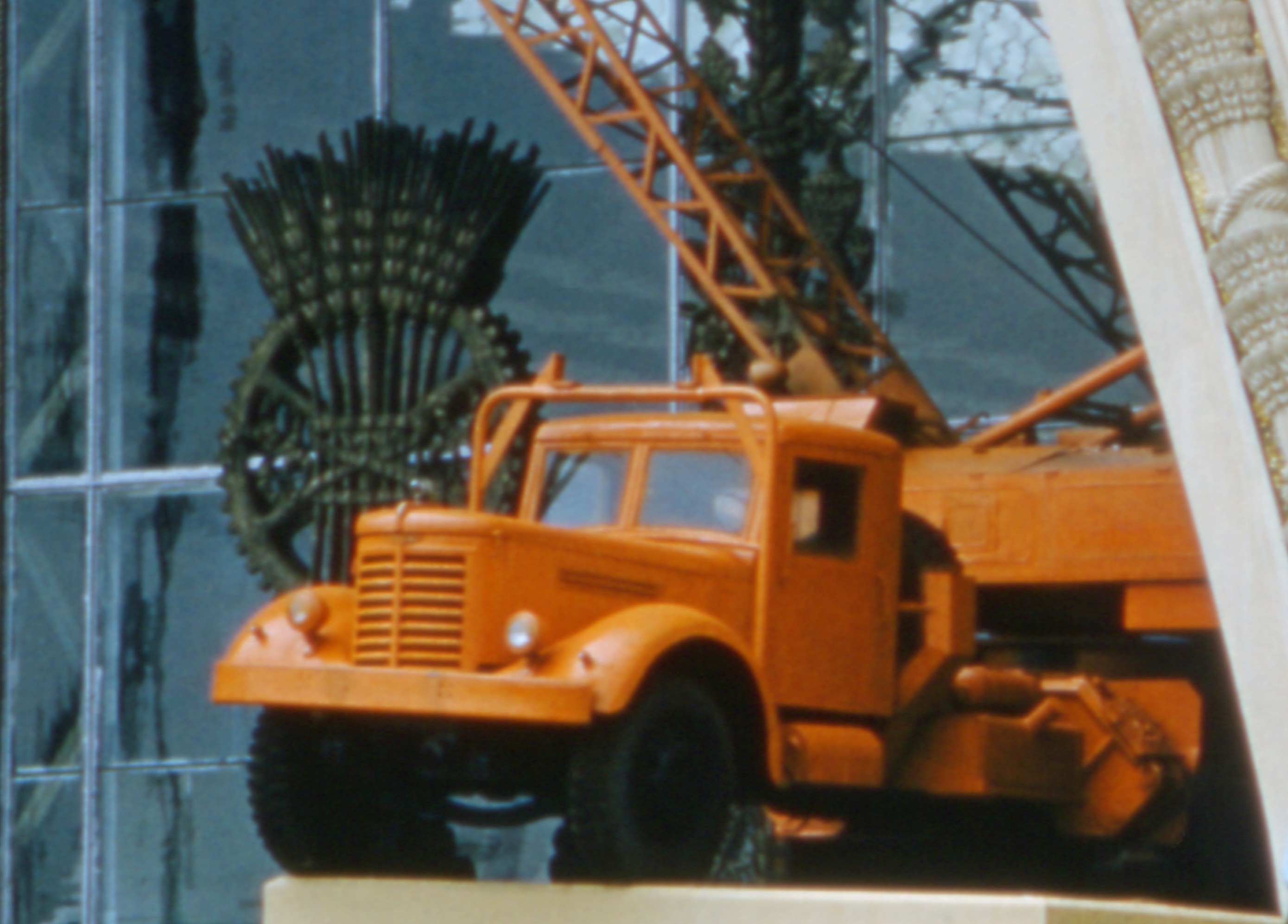
Ein JaAZ-210 als Basis für einen Mobilkran Typ K-104 auf der Ausstellung der Errungenschaften der Volkswirtschaft. Gut zu erkennen: Das baugleiche Fahrerhaus (Moskau, um 1957)

Modell des Prototyps NAMI-012 mit Dampfmotor

### Vorgeschichte
Das Jaroslawski Awtomobilny Sawod war in den 1930er- und 1940er-Jahren der einzige sowjetische Betrieb, der schwere Lastwagen in nennenswerten Stückzahlen baute. Die Konstruktionen waren jedoch veraltet und zumeist untermotorisiert bzw. auf Importmotoren angewiesen. Das Problem war bereits Mitte der 1930er-Jahre bekannt. So wurde um 1938 ein neuer Lastwagen entworfen, der JaG-7. Der ursprüngliche Plan sah vor, das Fahrzeug ab 1942 in Serie zu bauen, was der Ausbruch des Zweiten Weltkriegs verhinderte. Stattdessen wurde die Produktion in Jaroslawl auf Rüstungsgüter wie den Artillerieschlepper Ja-12 umgestellt.
Während des Kriegs kamen durch den Lend-Lease-Act über Wladiwostok viele US-amerikanische Güter in die Sowjetunion, darunter auch Lastwagen und Dieselmotoren. Darunter war auch eine größere Charge Zweitakt-Dieselmotoren von Detroit Diesel des Typs 4-71, die zunächst in den Artillerieschleppern Verwendung fanden. Sie wurden auch in die Prototypen des JaG-7 eingebaut, an dem trotz des Kriegsgeschehens weiter entwickelt wurde. So entstanden neue Prototypen, zunächst der Ja-14 und schließlich im Jahr 1944 der JaAZ-200. Er erhielt die neue dreistellige Nummer mit Blick auf die bevorstehende Einführung des neuen genormten Bezeichnungssystems für Kraftfahrzeuge, das landesweit einheitlich war und dem Werk in Jaroslawl die Typennummern 200 bis 249 zuteilte. Das erste Exemplar war am 23. Dezember 1944 fahrbereit. Optisch wurden die Fahrzeuge überarbeitet und an das Design der Mack L-Serie der frühen 1940er-Jahre angepasst.
Im Juni 1945 wurde das Fahrzeug zusammen mit anderen im Moskauer Kreml präsentiert. Daraufhin genehmigten die zuständigen politischen Stellen die Serienfertigung. Gleichzeitig wurde die Planvorgabe gemacht, dass das neue Minski Awtomobilny Sawod zusammen mit Jaroslawl die sowjetische Lkw-Produktion für Fahrzeuge mit Dieselmotoren und Nutzlasten im Bereich zwischen fünf und sieben Tonnen übernehmen sollte. Für 1947 wurde für JaAZ eine Produktion von 5000 Exemplaren vorgesehen, 1950 sollten bereits 25.000 Exemplare in Jaroslawl und 15.000 in Minsk produziert werden.

### Serienproduktion
In der Realität lief die Fertigung deutlich schleppender an. Zunächst dauerte die Erprobung der Fahrzeuge bis in das Jahr 1946, außerdem wurde die Konstruktion des Dieselmotors überarbeitet. Alle Maße wurden von Zoll in Millimeter geändert, da in der Sowjetunion, anders als in den USA, das metrische System galt. Die Serienproduktion begann im August 1947 mit Inbetriebnahme des Presswerks für die Karosserieteile, die ersten fertigen Serienfahrzeuge nahmen an den Feierlichkeiten zum 30. Jahrestag der Oktoberrevolution in Jaroslawl teil.
Der JaAZ-200 war für damalige sowjetische Verhältnisse ein sehr modernes Fahrzeug, nicht nur wegen seines hohen zulässigen Gesamtgewichts von 13,5 t und der Anhängelast von 9 t. Er war der erste in nennenswerten Mengen hergestellte sowjetische Lkw mit Dieselmotor und hatte bereits ein teilsynchronisiertes Fünfgangschaltgetriebe, lediglich der erste Gang und der Rückwärtsgang waren unsynchronisiert. Er bekam ein Tachometer, ein weiteres Novum im sowjetischen Lkw-Bau und ein modernes druckluftbetätigtes Bremssystem, das sogar über einen Anschluss für die Anhängerbremse verfügte. Auch ein Drehzahlmesser und Anzeigen für Luft- und Öldruck wurden eingebaut, die Einspritzpumpe war die erste in der UdSSR zu diesem Zweck konstruierte. Allerdings war alle 12.000 km eine umfassende Wartung notwendig, kleinere Arbeiten bereits alle 6000 km.
Noch in den Jahren 1946 und 1947 wurden die Modelle JaAZ-200A und JaAZ-205 entwickelt. Der JaAZ-200A war eine Version mit deutlich längerem Radstand, die nie in die Serienfertigung ging. Der JaAZ-205 war ein Kipper auf einem gekürzten Rahmen, von dem in Jaroslawl nur wenige Exemplare vervollständigt wurden. Noch 1947 ging seine Produktion an das neue Minski Awtomobilny Sawod, dort wurden die Lastwagen als MAZ-205 in Großserie gebaut. Obwohl in den folgenden Jahren die Stückzahlen anstiegen, wurden die festgelegten Produktionsmengen nie auch nur ansatzweise erreicht. Die nachfolgende Tabelle zeigt die Jaroslawler Produktion zwischen 1947 und 1951 nach aktuellen Quellen (Stand 2018):
| Typ                  | 1947 | 1948 | 1949 | 1950 | 1951 | Summe nach Modell |
| -------------------- | ---- | ---- | ---- | ---- | ---- | ----------------- |
| JaAZ-200             | 52   | 271  | 497  | 281  | 33   | 1134              |
| JaAZ-200-Fahrgestell | -    | -    | 10   | 633  | -    | 643               |
| JaAZ-205             | 2A)  | -A)  | -    | -    | -    | 2                 |
| JaAZ-200W            | -    | -    | -    | 52   | 2    | 54                |
| Summe nach Baujahr   | 54   | 271  | 507  | 966  | 35   | gesamt: 1833      |

A) JaAZ fertigte 1947 und 1948 je nach Angabe zwischen 25 und 119 Fahrgestelle, die mehr oder minder komplett (mit oder auch ohne Fahrerhaus) nach Minsk zugeliefert und dort zu Kippern komplettiert wurden. Diese Fahrgestelle sind in der Tabelle nicht enthalten. In älteren Quellen wird angegeben, dass 1802 oder 1845 JaAZ-200 produziert worden seien, wobei die Jahresproduktion leicht voneinander abweicht. Erstere Zahl stammt vom Hersteller selbst, letztere vom zuständigen Ministerium für Automobil- und Traktorenindustrie der UdSSR.
Bis 1950 wurde mit dem JaAZ-200W noch eine Sattelzugmaschine zur Serienreife gebracht, nennenswerte Stückzahlen dieses Typs wurden aber erst in Minsk gebaut, wohin die gesamte Serienfertigung bis 1951 abgegeben wurde.

### Nachwirkungen
Noch kurz vor Ende der Serienproduktion in Jaroslawl hatte das Werk mit der Fertigung des dreiachsigen JaAZ-210 begonnen, der wesentliche Teile des JaAZ-200 übernahm. Darunter waren die komplette Kabine, das Getriebe und bis zu einem gewissen Punkt auch der Motor, allerdings in der Sechszylinderversion JaAZ-M206. Diese Fahrzeuge wurden noch bis 1958 gebaut und sogar am Standort noch zum JaAZ-219 weiterentwickelt. 1959 ging die komplette Produktion an KrAZ, als KrAZ-219 und KrAZ-257 wurden die Lastwagen in der Ukraine noch bis in die 1990er-Jahre produziert.
Der JaAZ-210 war auch Ausgangspunkt für die Konstruktion der ersten sowjetischen Großmuldenkipper, die später abgewandelt bei MAZ (Typen MAZ-525 und MAZ-530) und BelAZ (BelAZ-540) hergestellt wurden.
Ziel der Verlagerung der Fertigung war sowohl beim JaAZ-200 als auch beim JaAZ-210 einige Jahre später, dass Jaroslawl fortan nur noch Motoren und Getriebe produzieren sollte. Mit der Auslagerung der Lkw-Fertigung traten aber in Minsk und bei KrAZ die gleichen Probleme zu Tage, die JaAZ schon vor dem Krieg hatte. Limitierender Faktor für die Stückzahlen war die Motorenproduktion, die weder bei MAZ noch bei KrAZ selbst am Standort stattfand. Das mittlerweile in Jaroslawski Motorny Sawod umbenannte JaAZ-Werk war bis zur Eröffnung der Motorenfertigung bei KamAZ Mitte der 1970er-Jahre die einzige große Produktionsstätte für Lastwagen-Dieselmotoren in der gesamten UdSSR und damit immer überlastet. So behielten alle kleinen und mittelschweren Lkw bis zum Zerfall der Sowjetunion ihre Ottomotoren, da weder das Moskauer Sawod imeni Lichatschowa noch das Gorkowski Awtomobilny Sawod eine eigene Dieselmotorenproduktion einrichten konnten.
Anders als bei anderen Lastwagen aus diesem Zeitraum wurde vom JaAZ-200 nie eine Variante mit Allradantrieb entwickelt. Diesen Schritt ging man erst bei MAZ in den 1950er-Jahren, wodurch erst der MAZ-501 und anschließend der MAZ-502 entstanden. Trotzdem wurde der JaAZ-200 bei der Sowjetarmee eingesetzt, unter anderem als Tankwagen und für andere Spezialaufgaben.

## Modellvarianten
Auf Basis des JaAZ-200 wurden verschiedene Lastwagen gebaut, mit mehr oder weniger starken Abwandlungen. Nicht alle gingen in die Serienproduktion, einige wurden auch bei anderen Herstellern gebaut.
- JaAZ-200 – Grundversion mit Pritsche, bei JaAZ von 1947 bis 1951 in Serie gefertigt. In den Jahren 1949 und 1950 wurden insgesamt 643 Exemplare als Fahrgestell ausgeliefert, die bei anderen Unternehmen zum Beispiel mit Spezialaufbauten versehen wurden. Bei MAZ als MAZ-200 noch bis 1966 in Großserie gebaut, dort wurden etwa 230.000 Stück hergestellt.
- JaAZ-200A – Prototyp von 1946 mit langem Radstand von 5770 mm und hohem offenen Aufbau, nicht in Serie gebaut.
- JaAZ-200W – Sattelzugmaschine für Sattelauflieger bis 16,5 Tonnen Gesamtgewicht. 1950 wurden 52 Exemplare gebaut, 1951 noch einmal 2 Stück. Anschließend ging die Fertigung zu MAZ und wurde dort fortgesetzt, die neue Bezeichnung war MAZ-200W.
- JaAZ-205 – Kipper mit kurzem Radstand, 1946 entwickelt. 1947 wurden mindestens 2 Fahrzeuge bei JaAZ gebaut, andere Quellen gehen von etwa 20 Exemplaren aus. Die Fertigung ging noch 1947 nach Minsk, dort als MAZ-205 in Großserie produziert. JaAZ baute 1948 noch eine Anzahl mehr oder weniger komplette Fahrgestelle für die Produktion in Minsk, mindestens 25 und höchstens 119 Stück werden genannt.
- JaAZ-210 – In Anlehnung an amerikanische Panzertransporter aus dem Zweiten Weltkrieg baute JaAZ ab 1948 eine dreiachsige Version des JaAZ-200, den JaAZ-210. Er wurde noch bis 1958 in Jaroslawl gebaut und anschließend durch den JaAZ-219 abgelöst, der kaum Unterschiede außer einem stärkeren Motor und einer überarbeiteten Kabine aufwies.
- NAMI-012 – Der Prototyp entstand ab 1948 bei NAMI und war ein Dampfwagen. Der Lkw nutzte das Fahrgestell des JaAZ-200, war in Frontlenkerbauweise gebaut, der Dampfmotor und der Dampferzeuger waren hinter dem Fahrer in der verlängerten Kabine untergebracht. Die Nutzlast betrug etwa 7000 kg, später wurden noch verschiedene Spezialaufbauten auf Basis des Fahrgestells konzipiert. 1950 wurden bei den Erprobungen insgesamt 26.000 km zurückgelegt, zu einer Serienfertigung kam es nie. Gedacht war das Fahrzeug für die Holzindustrie, wo Holzabfälle auch als Brennstoff hätten verwendet werden können.[5]

Teile des JaAZ-200 wurden auch bei der Konstruktion des Ural-375 noch verwendet, insbesondere das Fünfgang-Schaltgetriebe wurde nahezu unverändert übernommen. Außerdem wurden auf Basis des JaAZ-200 verschiedene Spezialfahrzeuge gebaut, unter anderem der Tankwagen BZ-JaAZ-200 für den Einsatz auf Flugplätzen.

## Technische Daten
Die Daten beziehen sich auf Fahrzeuge der Grundversion JaAZ-200 des Baujahres 1949.
- Motortyp: JaAZ-2041)
- Motor: Vierzylinder-Zweitakt-Dieselmotor, wassergekühlt
- Leistung: 112 PS (82 kW)2) bei 2000 min−1
- Hubraum: 4,65 l
- Bohrung: 127,0 mm
- Hub: 108,0 mm
- Kompression: 16:1
- maximales Drehmoment: 471 Nm bei 1000–1300 min−1
- Zündfolge: 1–3–4–2
- Kraftstoffverbrauch: 35 l/100 km
- Tankinhalt: 225 l Dieselkraftstoff
- Kupplung: Einscheiben-Trockenkupplung
- Getriebe: manuelles Schaltgetriebe mit 5 Vorwärtsgängen und einem Rückwärtsgang, teilsynchronisiert
- Höchstgeschwindigkeit: 60 km/h nominell, bis 72 km/h ohne Anhänger
- Bremsanlage: Trommelbremsen an allen vier Rädern, pneumatisch betätigt
- Bordspannung: 12 V, zum Anlassen umschaltbar auf 24 V
- Anlasser: 24 V, 7,5 PS Leistung
- Lichtmaschine: G25, 250 W
- Batterien: 2 × 128 Ah
- Antriebsformel: 4×2

Abmessungen und Gewichte
- Länge: 7620 mm
- Breite: 2650 mm
- Höhe: 2430 mm
- Radstand: 4520 mm
- Bodenfreiheit: mindestens 290 mm
- Wendekreis (Durchmesser): 18,4 m, gemessen am Vorderrad
- Spurweite vorne: 1950 mm
- Spurweite hinten: 1920 mm (Doppelbereifung)
- Maße der Ladefläche (L×B×H, innen): 4500 × 2480 × 600 mm
- Reifendimension: 12,00-20″
- Leergewicht: 6290 kg
- Zuladung: 7000 kg, auf unbefestigten Straßen 5000 kg (je +210 kg im Fahrerhaus)
- zulässiges Gesamtgewicht: 13.500 kg
- Achslast vorne: 3530 kg
- Achslast hinten: 9970 kg
- zulässige Anhängelast: 9000 kg[2]
- zulässiges Gesamtgewicht des Lastzugs: 22.500 kg

1) In Originaldokumenten zum Fahrzeug wird der Motor als JaAZ-204 bezeichnet, in der späteren Literatur wird er teilweise JaAZ-M204 genannt (M für Motor, in Unterscheidung zu den Fahrzeugbezeichnungen des Bezeichnungssystems für sowjetische Kraftfahrzeuge).
2) Moderne Quellen geben eine Nennleistung von 110 PS für den Motor an, wobei die tatsächliche Leistung zwischen 105 und 113 PS bei Nenndrehzahl schwankte.